# 文芸学科
文芸学科（ぶんげいがっか）は、大学に設置されている学科の名称。文芸について広く教育を行い、文学理論・文芸批評・文芸創作についての教育がなされる場合が多い。文学以外の表現文化・芸術も広く扱う場合もある。大学により、研究中心の場合や創作中心の場合がある。

## 文芸学科もしくはそれに類する教育機関のある日本の大学

### 私立大学
- 東北芸術工科大学芸術学部文芸学科
- 早稲田大学文化構想学部文芸・ジャーナリズム論系[1]（旧・第一文学部文芸専修）
- 明治大学文学部文学科文芸メディア専攻
- 立教大学文学部文学科文芸・思想専修
- 法政大学文学部日本文学科文芸コース
- 日本大学芸術学部文芸学科
- 東海大学文学部文芸創作学科
- 大正大学表現学部表現文化学科（クリエイティブライティングコース、出版・編集コース）
- 武蔵野大学文学部日本語・日本文学科[2]
- 共立女子大学文芸学部文芸学科（文芸教養コース[3]、文芸メディアコース）
- 淑徳大学人文学部表現学科（文芸表現コース、編集表現コース）
- 愛知淑徳大学創造表現学部創造表現学科創作表現専攻
- 東海学園大学人文学部人文学科創作文芸コース
- 名古屋芸術大学芸術学部芸術学科デザイン領域文芸・ライティングコース
- 京都芸術大学芸術学部文芸表現学科
- 近畿大学文芸学部文学科日本文学専攻
- 大阪芸術大学芸術学部文芸学科
- 大阪樟蔭女子大学学芸部国文学科創作表現コース
- 神戸学院大学人文学部人文学科文化コース文学・文芸領域
- 神戸松蔭女子学院大学文学部総合文芸学科[4]（2019年4月 学生募集停止）
- 梅光学院大学文学部日本文学科文芸創作専攻
- 尚絅大学文化言語学部文化言語学科日本文学・日本語コース[5]

### 国公立大学
- 東京大学文学部言語文化学科現代文芸論専修課程
- 大阪大学文学部人文学科美学・文芸学専修[6]
- 筑波大学人文・文化学群比較文化学類表現文化領域テクスト文化学コース
- 茨城大学人文学部人文コミュニケーション学科文芸・思想コース[7]
- 尾道市立大学芸術文化学部日本文学科[8]

### 文芸を含む表現文化を扱う教育機関のある日本の大学
私立大学
- 専修大学文学部日本文学文化学科[9]
- 跡見学園女子大学文学部現代文化表現学科エディターコース
- 和光大学表現学部総合文化学科

国公立大学
- 東京大学教養学部超域文化科学科表象文化論コース
- 北海道大学文学部人文科学科言語・文学コース映像・表現文化論講座
- 筑波大学人文・文化学群比較文化学類表現文化領域文化創造論コース
- 大阪市立大学文学部言語文化学科表現文化コース
- 山口大学教育学部総合文化教育課程文芸・芸能コース